# Tan Hin Kong
Tan Hin Kong (geb. am 31. Mai 1912 in Batavia (Niederländisch-Indien); gest. am 10. April 2003 in Berlin) war ein indonesisch-niederländischer Fotograf, der ab 1955 in (West-)Berlin lebte. Er veröffentlichte in europäischen Homophilenzeitschriften wie Der Kreis, Vennen (Der Freund), Der Weg, Die Gefährten, Hellas und Der Ring sowie in etlichen nichtperiodischen Publikationen für Homosexuelle vornehmlich der 1950er und 1960er Jahre.

## Leben und Wirken
Tan Hin Kong wurde als Angehöriger der chinesischen Minderheit im heutigen Indonesien geboren. Die Struktur seines Namens, bei der der Familienname zuerst genannt wird, legt nahe, dass seine Familie den Dialekt Hokkien sprach. In diesem Dialekt bedeutet „tan“ ursprünglich „alt“, und im indonesischen Raum hatten einst die meisten Menschen, die den Familiennamen „Tan“ trugen, einen vermögenden Hintergrund.  Tan Hin Kongs Vater Tan Liong Fong war bis Mitte der 1930er Jahre Hauptkassierer der deutsch-niederländischen Zuckerfirma Erdmann & Sielcken. Der Name der Mutter ist nicht belegt. Tan Hin Kong hatte mindestens eine Schwester und einen Bruder.
Tan Hin Kong besuchte ab 1926 die Höhere Handelsschule „Prins Hendrik School“ in Batavia (heute Jakarta) und legte dort im Mai 1931 das Abschlussexamen ab. Anschließend bildete er sich in niederländischer und englischer Handelskorrespondenz weiter, wodurch er eine formelle Berufsausbildung erlangte. 1946, drei Jahre vor der Anerkennung der indonesischen Unabhängigkeitserklärung durch das einstige „Mutterland“, die Niederlande, siedelte er nach Europa über. Er ließ sich zunächst in Den Haag nieder, zog dann aber nach Amsterdam. Auf seinen niederländischen Meldekarten sind die Berufsangaben „Student“ und „Künstler“ verzeichnet.
Im Oktober 1955 zog Tan Hin Kong aus dem dänischen Kopenhagen kommend nach West-Berlin, wo er bald eine Wohnung im „Bendlerblock“ (Stauffenbergstraße 11–13), heute zweiter Dienstsitz des Bundesministeriums der Verteidigung, bezog. Es scheint, Tan Hin Kong musste zeit seines Lebens keinem geregelten Erwerbsleben nachgehen. Er lebte vermutlich von einem durch Börsenspekulation erworbenen Vermögen. 1975/76 trat er als Darsteller in Christopher Hamptons „Die Wilden“ am West-Berliner Schiller-Theater auf.
Tan Hin Kong starb am 10. April 2003. Einige Jahre nach seinem Tod fertigte die lettisch-deutsche Malerin Edite Grinberga (* 1965) mehrere Ölgemälde in den leerstehenden Räumen der ehemaligen Wohnung Tan Hin Kongs im „Bendlerblock“ an. Allerdings wusste sie zu diesem Zeitpunkt kaum etwas über den früheren, verstorbenen Mieter. Sie war auf der Suche nach „lost places“.

## Fotograf homoerotischer Männerbilder
Ab 1950 veröffentlichte Tan Hin Kong erotische Männerfotos in der Schweizer Zeitschrift Der Kreis. Sein letztes Foto in dieser Zeitschrift erschien 1967, wobei der Schwerpunkt seiner Mitarbeit am Kreis in den Jahren 1950 bis 1955 liegt. Erhaltenen Briefen zufolge, die Tan Hin Kong an den Schweizer Redakteur Charles Welti alias Eugen Laubacher (1902–1999) sandte, verstand er sich vor allem als Sammler und nicht so sehr als professioneller Fotograf. Zu seinen Freunden in den 1950er Jahren gehörten der Amerikaner Lester Littlefield (1913–1973) und der italienische Grafiker und Homosexuellenaktivist Bernardino del Boca (1919–2001).
In der frühen Nachkriegszeit waren der internationale Versand und Handel mit Fotos leichtbekleideter und nackter junger Männer in Europa strafbar, und auch Tan Hin Kongs fotografische Sammlung scheint mindestens einmal von der niederländischen Polizei konfisziert worden zu sein. Vor diesem Hintergrund ist es bemerkenswert, dass Tan Hin Kong es zuließ, wenn Zeitschriftenredaktionen in der Schweiz, Dänemark und in der Bundesrepublik Deutschland beim Abdruck seiner Fotos seinen Klarnamen verwendeten.
Im Falle der bundesdeutschen „Zeitschriften für Homophile“ Die Gefährten und Der Ring war Tan Hin Kong bereits in der jeweils ersten Ausgabe (Mai 1952 bzw. April 1955) mit Abbildungen vertreten. In dieser Zeit veröffentlichte er auch in den bundesdeutschen Zeitschriften Der Weg und Hellas. In der dänischen Zeitschrift Vennen (Der Freund) erschienen von 1951 bis 1959 Fotos von ihm.

## Eine Reihe von Prozessen wegen Verbreitung jugendgefährdender Schriften
Tan Hin Kongs Umzug von Kopenhagen nach West-Berlin erfolgte zu einer Zeit, als es in Dänemark zu umfangreichen polizeilichen und gerichtlichen Maßnahmen kam, die als „große Pornografie-Affäre“ in die Geschichte des Landes eingegangen sind. Den Auftakt bildete ein Durchsuchungsbefehl der Kopenhagener Sittlichkeitspolizei für die Büroräume von Axel Lundahl Madsen (1915–2011) und dessen Lebenspartner Eigil Eskildsen (1922–1995), die später unter dem Namen „Axgil“ bekannt wurden. Das Freundespaar vertrieb unter anderem in der Fotofirma International Modelfoto Service (IMS) Aktfotografien junger Männer. Insgesamt sollen 1955 über 1000 Personen in die dänische „große Pornografie-Affäre“ hineingezogen worden sein. Es kam zu mehr als 80 Verurteilungen und zu etlichen Selbstmorden. Nicht zuletzt für die dänische homosexuelle Emanzipationsbewegung bedeutete die Affäre einen schmerzhaften Rückschlag.
Innerhalb des europäischen Kontaktnetzes Tan Hin Kongs erfolgten in den 1950er Jahren in Frankreich und in der Bundesrepublik Deutschland ähnliche Polizeiaktionen wie in Dänemark. Der homosexuelle Fotograf Karel Egermeier (1903–1991), der gebürtig aus dem böhmischen Teplitz-Schönau (Teplice-Šanov) stammte, wurde im Frühjahr 1953 von der Pariser Polizei festgenommen.  Dabei sollen alle „einschlägigen“ Fotos und Negative Egermeiers konfisziert worden sein. Im Herbst 1955 wurde der Hamburger Verleger der Zeitschrift Der Ring Gerhard Prescha (1909–1996) wegen „Verbreitung jugendgefährdenden Schrifttums“ erstmals zu einer Geldstrafe verurteilt. Bis 1959 wurde Prescha insgesamt acht Mal wegen Verbreitung sogenannter unzüchtiger und vermeintlich jugendgefährdender Schriften zu Geld- und Gefängnisstrafen verurteilt.
Tan Hin Kong „tauchte“ im Umfeld dieser Ereignisse als Fotograf ab. Entweder stellte er seine „einschlägigen“ Tätigkeiten weitestgehend ein, oder er legte sich Pseudonyme zu und/oder veröffentlichte fortan fast nur noch anonym. Im Schweizer Kreis kamen ab 1956 einige seiner Fotos unter der Bezeichnung „Chen“ zum Abdruck, einige wenige andere auch unter den kurzen Urheberangaben „Tan“ bzw. „Hin Kong“.  Das Wort „chen“ entspricht dem Wort „tan“ („alt“) im chinesischen Dialekt Hokkien und stammt aus dem Mandarin.

## Tan Hin Kongs Werke und seine Bildsprache
Die Wiederentdeckung Tan Hin Kongs als eines „umtriebigen“ Fotografen der frühen europäischen „Homophilenbewegung“ erfolgte 2021 durch eine Veröffentlichung des Berliner Forschers Raimund Wolfert. Wolfert zufolge sind die Fotos Tan Hin Kongs in der Regel rein ästhetischer und nicht einmal entfernt pornografischer Natur. Auf den meisten seiner Bilder ist nur ein einzelner Mann zu sehen, der nicht in einer Beziehung zu anderen steht, sei es im Dialog, in freundschaftlicher Berührung oder im stilisierten Kampf, einer Form des Wettbewerbs. Es überwiegen „brave“ und „anständige“ Außenaufnahmen an Gewässern, kaum ein „Modell“ Tan Hin Kongs ist ganz nackt. Die gewählte Kameraperspektive ist in den meisten Fällen eine Untersicht, die Tan Hin Kong als Fotograf aus zweierlei Gründen gewählt haben dürfte: Zum einen lassen sich durch die Untersicht störende Bildelemente eliminieren, der Himmel wird sichtbar. Zum anderen „zwingt“ die Untersicht den Betrachter des Bildes „in die Knie“. Er nimmt eine Position der Ehrfurcht ein, und das Objekt wirkt größer, imposanter und mächtiger als aus normaler Sicht. „Tan Hin Kongs Modelle sind oft ‚göttergleich‘ oder wenigstens statuenhaft in ‚andere Sphären‘ enthoben, sie sind von jeglichem sozialen oder irdischen Kontext befreit.“
Der fotografische und der schriftliche Nachlass Tan Hin Kongs gelten heute als verschollen. Raimund Wolfert hat im Zuge seiner Recherchen zu Tan Hin Kongs Lebensweg und Werk etwa 100 Bildveröffentlichungen ermittelt. Eine weitere Beschäftigung mit Tan Hin Kongs Œuvre und den Publikationsmöglichkeiten professioneller wie semiprofessioneller homosexueller Fotografen in den europäischen Zeitschriften für „Homophile“ der frühen Nachkriegszeit dürfte weitere Erkenntnisse über sein Schaffen hervorbringen.

## Weiterführende Literatur
- Wolfert, Raimund: Von Batavia (Jakarta) nach Berlin. Tan Hin Kong – ein umtriebiger Fotograf der frühen europäischen „Homophilenbewegung“. In: Mitteilungen der Magnus-Hirschfeld-Gesellschaft Nr. 67 (Juli 2021), S. 46–63.